# Gorenja vas-Reteče
Gorenja vas - Reteče este o localitate din comuna Škofja Loka, Slovenia, cu o populație de 368 de locuitori.